# Torkan
Torkan är en sjö i Norrtälje kommun i Uppland och ingår i Broströmmens huvudavrinningsområde.